# Oliveira do Mondego e Travanca do Mondego
Oliveira do Mondego e Travanca do Mondego (llamada oficialmente União das Freguesias de Oliveira do Mondego e Travanca do Mondego) es una freguesia portuguesa del municipio de Penacova, distrito de Coímbra.

## Historia
Fue creada el 28 de enero de 2013 en aplicación de una resolución de la Asamblea de la República de Portugal promulgada el 16 de enero de 2013 con la unión de las freguesias de Oliveira do Mondego y Travanca do Mondego, pasando su sede a estar situada en la antigua freguesia de Oliveira do Mondego.

## Demografía
| Gráfica de evolución demográfica de Oliveira do Mondego e Travanca do Mondego entre 2011 y 2021 |
|                                                                                                 |
| Datos según el nomenclátor publicado por el INE portugués.                                      |